# Patrick Chisanga
Patrick Chilekwa Chisanga OFM Conv. (ur. 16 maja 1971 w Kamuchanga) – zambijski duchowny katolicki, biskup Mansy od 2014.

## Życiorys

### Prezbiterat
Święcenia kapłańskie przyjął 27 czerwca 1999 w zakonie franciszkanów konwentualnych. Pracował głównie jako przełożony zambijskich klasztorów. W latach 2008–2012 pełnił funkcję prowincjała, a w kolejnych latach był wykładowcą zakonnej uczelni w Lusace.

### Episkopat
30 listopada 2013 papież Franciszek mianował go biskupem diecezji Mansa. Sakry biskupiej udzielił mu 1 lutego 2014 metropolita Kasamy - arcybiskup Ignatius Chama.